# Vincent Banic
Vincent Banic (Duffel, 9 giugno 1988) è un attore e modello belga.

## Filmografia
- Spoed, nell'episodio "De arm" (2004)
- Het Huis Anubis (2006-2009) Serie TV
- Anubis: Het pad der 7 zonden (2008)
- Anubis en de wraak van Arghus (2009)
- De kotmadam, nell'episodio "Vervallen" (2012)
- Heksen bestaan niet (2014)
- Tegen de sterren op, nell'episodio 4x2 (2014) nel ruolo di sé stesso
- Kud puklo da puklo, negli episodi 1x137 (2015) e 1x138 (2015)
- Nachtwacht, nell'episodio "Mummy" (2015)

## Premi e nomination
| Anno | Premio      | Lavoro                                                                                        | Risultato       |
| ---- | ----------- | --------------------------------------------------------------------------------------------- | --------------- |
| 2008 | Platin Film | Anubis: Het pad der 7 zonden (ricevuto insieme a Dennis Bots, Achmed Akkabi e Loek Beernink)  | Vincitore/trice |
| 2010 | Platin Film | Anubis en de wraak van Arghus (ricevuto insieme a Dennis Bots, Loek Beernink e Noël Denekamp) | Vincitore/trice |